# Wim Westendorp (politicus)
Willem Sibbele (Wim) Westendorp (Workum, 21 oktober 1930 – Volendam, 1 december 2006) was een Nederlands politicus van de KVP en later het CDA.
Westendorp heeft gewerkt als assistent-accountant bij de Bond van Coöperatieve Zuivelfabrieken in Friesland, maar was ook actief in de lokale en provinciale politiek. In 1962 kwam hij in de gemeenteraad van Workum, waar hij ook wethouder is geweest. Vanaf 1963 was hij daarnaast lid van de Provinciale Staten van Friesland. In augustus 1977 werd Westendorp burgemeester van Medemblik en in juni 1984 volgde zijn benoeming tot burgemeester van Edam-Volendam wat hij tot zijn pensionering in 1995 zou blijven. Daarna is hij tot midden 1998 voorzitter geweest van FC Volendam. Zijn zoon Wim, die bekendstond als de zanger Sibbele (1966-2012), was stadionspeaker bij FC Volendam.